# سیه‌پر (فیلم ۲۰۱۹)
سیه‌پر (انگلیسی: Blackbird) یک فیلم درام آمریکایی در سال ۲۰۱۹ به کارگردانی راجر میشل از فیلمنامه ای از کریستین تورپه است. این بازسازی فیلم دانمارکی قلب خاموش است. در آن سوزان ساراندون، کیت وینسلت، میا واشیکوفسکا، لینزی دانکن، رین ویلسون، بکس تیلور-کلاوس و سم نیل بازی می‌کنند.
اولین نمایش آن در جشنواره بین‌المللی فیلم تورنتو در تاریخ ۶ سپتامبر ۲۰۱۹ بود. این فیلم در ۱۸ سپتامبر سال ۲۰۲۰ توسط Screen Media Films منتشر شد.

## خلاصه داستان
مادری که روزهای پایانی زندگی خود را می گذراند و در حال مرگ است، خانواده خود را جمع می کند تا آخرین آخر هفته را قبل از پایان زندگی اش با هم بگذرانند. 